# Sao Tomé en Principe op de Olympische Jeugdzomerspelen 2014
Sao Tomé en Principe nam deel aan de Olympische Jeugdzomerspelen 2014 in Nanking, de derde editie van de Olympische Jeugdspelen en de tweede editie van de Jeugdzomerspelen.

## Deelnemers en resultaten
(m) = mannen, (v) = vrouwen 

### Atletiek
| Olympiër                  | Discipline | Resultaat | Prestatie                                    |
| ------------------------- | ---------- | --------- | -------------------------------------------- |
| Albenzinia Tavares Soares | 400 m (v)  | 1e ronde  | Serie: 1.00,60 (18e) C-finale: 1.00,96 (18e) |

### Kanovaren
| Olympiër                          | Discipline    | Resultaat | Prestatie                                                                                    |
| --------------------------------- | ------------- | --------- | -------------------------------------------------------------------------------------------- |
| Adalzira Ferreira da Silva Torres | K1 slalom (v) |           | Tijdkwalificatie: 1.46,186 (18e) Herkansing: 1.47,528 (9e)                                   |
| Adalzira Ferreira da Silva Torres | K1 sprint (v) | 15e       | Tijdkwalificatie: 2.28,016 (17e) Herkansing: 2.23.856 (8e) Ronde van zestien: 2.22,806 (15e) |

### Beachvolleybal
| Olympiër                               | Discipline  | Resultaat                      | Prestatie |
| -------------------------------------- | ----------- | ------------------------------ | --- |
| Aloisio de Sousa Alex Quaresma Marques | Jongens (m) | 25e (1e ronde, 5e in de poule) | 0–2 (10–21, 10–21) verlies tegen THA Jongklang/Nakprakhong 0–2 (14–21, 12–21) verlies tegen UKR Plotnitski/Kovalov 0–2 (10–21, 10–21) verlies tegen CAN MacNeil/Richards 0–2 (11–21, 7–21) verlies tegen ARG Aveiro/Aulisi walk-over tegen SLE Lombi/Kamara |